# Трапани, Андрей Петрович
Андрей Петрович Трапани (25 мая 1908, Пржевальск, Семиреченская область — 7 февраля 1979, Тамбов) — советский театральный режиссёр кукольного театра, театральный педагог, главный режиссёр Омского, Крымского и Тамбовского театра кукол.

## Биография
Родился 25 мая 1908 года в Караколе в Семиреченской области. По материнской линии он являлся потомком ветви герцогского рода. Замок расположен в окрестностях городка Трапани на Сицилии. Предки Трапани переехали в Россию в XIX веке. Его мать, Лидия Ивановна Трапани, разошлась с мужем Петром Яковлевичем Рыбаловым, когда Андрею было около двух лет. Андрей выбрал фамилию матери.
По окончании школы в 1922 году учился на рабфаке в городе Горки, Могилёвская губерния. В 1926 году он поступил на химико-физический факультет МГУ, окончив его по специальности «Химия внутрикотловых процессов». В студенческие годы увлёкся театральным искусством, посещал занятия в театральной студии З. С. Соколовой, сестры К. С. Станиславского. Параллельно он играл в московских театрах в качестве статиста, участвовал в мимансе Оперного театра Станиславского. В 1932 году Трапани поступил сразу третий курс Московского института тонкой химической технологии. Не окончив второе образование он вербуется на строительство Магнитки. Там он в 1933—1938 годах работал начальником цеха химической водоочистки ГЭС. В 1939 году Трапани возвращается в Москву и поступает в ГИТИС на театроведческий факультет. Великая Отечественная война прервала учёбу. Трапани назначают заместителем начальника химического цеха ТЭЦ. Оборудование электростанции было эвакуировано, сопровождавший эшелон А. П. Трапани оказался в Челябинске, а затем в Омске. В эвакуации начал работать в Театре кукол, поставил 22 спектакля, по совместительству руководил Омской филармонией. Первыми профессиональными кукольниками в омском театре стали Трапани и Н. К. Висловская, радикально изменившие репертуар театра и подход к кукле: Трапани стал вводить классический репертуар и впервые в омском театре ввел тростевую куклу. До этого все работали только с перчаточными. После Омска с 1950 года Трапани работал главным режиссёром Крымского театра кукол. В 1955 году принимал участие в съемках фильма «Овод». Эпизод с кукольным балаганчиком на рыночной площади ставили по рекомендациям Трапани, сам он участвовал в съемках в качестве артиста и каскадера.
Начиная с 1962 года на протяжении семнадцать лет руководил Тамбовским театром кукол. Поставил более 130 спектаклей. С гастролями театр объехал всю Тамбовскую область. Трапани с 1958 года был постоянным участником международных форумов кукольников. Одним из первых в СССР театр стал членом Международного союза кукольных театров (УНИМА). Проходили гастроли на московской сцене. В 1968 году А. П. Трапани был награждён орденом «Знак Почета». Педагог, знаток истории культуры, Трапани умел создать атмосферу успешного взаимодействия драматурга, режиссёра, композитора, художника и актёров, построить гармоничные отношения театра и зрителей. Он попытался расширить диапазон кукольного театра постановками классики для взрослых зрителей. Хотел поставить «Дон-Кихота», «Прометея», «Фауста». Удалось осуществить постановку «Виндзорских проказниц» по Шекспиру в Крыму и «Каменного гостя» по Пушкину в Тамбове. После генеральной репетиции спектакль был снят местными руководителями. Поставил на кукольной сцене ряд пьес Е. Л. Шварца, «Морского змея» по пьесе Н. В. Архангельского. Трапани был педагогом, его ученики В. Жуков, Г. Мартьянова, В. Вольховский, Р. Ренц, Э. Уракова, Б. Смирнова, В. Чадаева, Л. Булгакова, Р. Юдина и другие стали известными кукольниками. 10 лет преподавал в Тамбовском филиале Московского государственного института культуры. Основатель кафедры театра кукол ЛГИТМИК М. М. Королев одной из выпускных баз избрал Тамбовский театр кукол.
В 1965—1969 годах депутат Тамбовского городского Совета народных депутатов.
Скончался Андрей Петрович 7 февраля 1979 года. Похоронен на Петропавловском кладбище в Тамбове. На надгробном камне надпись «Режиссёру, учителю, рыцарю добра».

## Память
В феврале 2004 года в Тамбовском областном краеведческом музее прошла выставка, посвященная мастеру. В 2013 открыта мемориальная доска Трапани-Ландау на фасаде дома 147 по улице К. Маркса, где он жил. До этого в России была только одна доска, посвященная кукольнику — С. В. Образцову. В Тамбовском областном драматическом театре прошел вечер памяти А. П. Трапани.

## Семья[1]
- жена — Симона Густавовна Ландау — театровед, педагог, поэт, прозаик,
- сын — Сергей Андреевич Трапани (31.03.1956, Симферополь) — режиссёр, сценарист. Лауреат премии Ленинского комсомола[4].